# コンピューターおばあちゃん
「コンピューターおばあちゃん」は、日本の歌。作詞・作曲は伊藤良一。明治生まれという高齢でありながら、かくしゃくとして博学、さらに英語にも堪能な自慢のおばあちゃんへの、孫の敬愛といたわりを歌い上げた楽曲。小学生の「僕」の、明治生まれで宇宙旅行が夢であるおばあちゃんを題材としている。コンピューターという題材から、作曲当時流行していたテクノポップ的な曲調が特徴。NHKの番組『みんなのうた』の人気曲で繰り返し再放送されている。CD・DVD化もされており、カバーも多い。

## 来歴
もともとはNHKのアマチュア作曲コンテスト番組『あなたのメロディー』に投稿された入賞作品である。1981年5月にコスミック・インベンションによって同番組で披露された。編曲は小田啓義。コスミック・インベンションは中学生テクノバンドとしてYMOの武道館公演の前座を務め、「コンピューターおばあちゃん」はデビューアルバム『コスモラマ』に収録された。
同年12月から、坂本龍一が編曲し、東京放送児童合唱団の酒井司優子（さかい しゅうこ）が歌唱したバージョンが『みんなのうた』にて放送された。現在ではこちらのほうが有名で、オリジナルバージョンではメロディーに乗せて歌われていた歌詞の一部が、この編曲以降、作文朗読調のモノローグとして歌われるようになる。
『みんなのうた』で放送されたものは、坂本龍一が編曲とプロデュース、全楽器の演奏に関わったためか、映像では、サビの部分の『テクノデリック』フォントで「I LOVE YOU…YMO…FF…FF…FF…FF…FF」という一文が流れる。コンピューターのメモリーのすべてのビットが1になっている場合、16進数ではFFである。
アニメーション担当の「とこいった」は、堀口忠彦の変名。「とこいった」名義で担当したのは、1978年12月の「ホロスコープ〜あなたの星座〜」（歌：榊原郁恵）以来。
東芝EMIのシングル盤では坂本の「フォト・ムジーク」（作曲・編曲：坂本龍一、NHK-FM放送『サウンドストリート』オープニングテーマ）がカップリングされている。坂本龍一が編曲とプロデュースと演奏、ドラムは高橋幸宏が担当している。
ほかに笹路正徳の編曲によるキャニオン版、難波弘之の編曲によるキングレコード版、久石譲の編曲による日本コロムビア版などがある（歌唱はすべて酒井司優子）。神山純一の編曲によるビクター版は田中星児が歌っている。
2024年12月31日に放送された第75回NHK紅白歌合戦において、放送100年特別企画として、ILLIT (IROHA  MOKA)、Number_i、ME:I (KEIKO  SHIZUKU)がこの曲を披露した。

## 再放送
▲マークはラジオのみでの再放送
- 1982年2月 - 3月
- 1983年6月 - 7月
- 1985年4月 - 5月
- 1990年10月 - 11月
- 1993年6月 - 7月
- 1996年4月 - 5月▲
- 1997年4月 - 5月
- 1999年12月 - 2000年1月▲
- 2001年2月 - 3月▲
- 2004年12月 - 2005年1月▲
- 2007年4月 - 5月（お楽しみ枠）
- 2009年6月 - 7月
- 2013年4月 - 5月（お楽しみ枠）
- 2016年12月3日・2017年1月7日（リクエスト）
- 2021年4月
- 2022年1月23日（セレクション1）
- 2023年8月 - 9月

その他にも、『みんなのうたスペシャル 年代別セレクション』や『ワンワンパッコロ!キャラともワールド』内、第75回NHK紅白歌合戦にて歌が披露された。

## 楽曲の使用・カバー
- 2002年稼働のKONAMIの音楽ゲーム『pop'n music 9』にライセンス楽曲として収録。坂本龍一による編曲版の楽曲の構成をそのままに、村井聖夜によりテクノテイストを全面に押し出して再アレンジされ、合成音声「Alt」により歌唱されている。2011年11月23日に発売された「ALT」のソロアルバム『0/1 ANGEL』にフルバージョンが収録。
- 2007年に発売されたコンピレーションアルバム『Rock For Baby』で、POLYSICSがカバーしており、MVも制作されている。2021年9月20日（敬老の日）に、単独で配信リリースされた[8]。
- 2010年9月発売のアルバム『メルヘン』でフレネシがカバーしている[9]。
- 2019年1月1日放送の『Eテレ60 Eうた♪ココロの大冒険』（NHK Eテレ）ではPerfumeによってカバーされた[10]。
- 2021年5月8日放送の『みんなのうた60フェス』（NHK G）では日向坂46によってカバーされた[11]。編曲は権藤知彦[12]。

## 不適切映像の混入
2010年4月2日、2004年にNHKエンタープライズが企画し、ユーキャンが通信販売したDVD（DVD-BOX）ソフトに収録されている『コンピューターおばあちゃん』のコンピュータの画面に、はめ込み合成で様々な万物の写真・静止画が高速スライドで映し出される1シーンに、西洋人女性の尻や胸・下着姿の写真のコマがサブリミナル効果のように約0.1秒ずつ映っていることが外部の指摘により（28年経過した時点になって）判明したため、映像を修正したDVDソフトへ交換すると発表。同局は「酸いも甘いもかみ分けるおばあちゃんの人生経験をイメージした映像表現だった。制作以来30年を経た現在の視聴環境や視聴態様を考慮に入れると、ファミリー向けの番組としてはよりふさわしい表現をとるべきだと考えました。」とコメントしている。この映像素材は、1981年12月の初放送以降近年まで再放送されてきた。なお、『みんなのうたスペシャル-年代別セレクション-』では、本曲の当該部分において、黒色で書かれた記号の内容と背景の色がそれぞれ変化するように修正されそれ以降、2013年4月-5月以降の放送では、修正された映像を放送された。
また、映像の一部に点滅シーンがあるが、修正版以降でもそのまま放送していた。
なお、問題のシーン以外にも別の映像に差し替えられた箇所がある。
- 夕焼けの活動の写真→地球の絵
- 海の写真→海の絵
- ハワイの写真→赤い山と波の絵

## 収録アルバム
- NHKみんなのうた大全集 恋するニワトリ～おふろのうた（1985年）
- イエローマジック歌謡曲（2005年）

## 関連人物
- グレース・ホッパー - コンピュータープログラミング言語COBOLの開発者。「コンピューターおばあちゃん」の愛称が用いられることがある。